# Parafia św. Krzysztofa w Szczecinku
Parafia pw. Świętego Krzysztofa w Szczecinku - parafia należąca do dekanatu Szczecinek, diecezji koszalińsko-kołobrzeskiej, metropolii szczecińsko-kamieńskiej. Została utworzona 29 sierpnia 2001. Obsługiwana przez księży diecezjalnych. Siedziba parafii mieści się przy ulicy Pomorskiej 43.

## Miejsca święte

### Kościół parafialny
Kościół pw. św. Krzysztofa w Szczecinku
Kościół parafialny budowany od 2006, poświęcony 25 lipca 2010 r.